# 海基姆漢

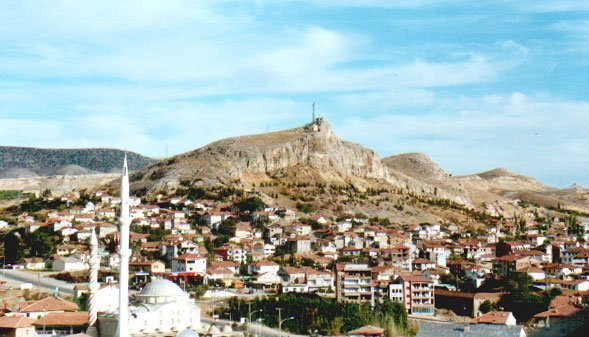
海基姆漢

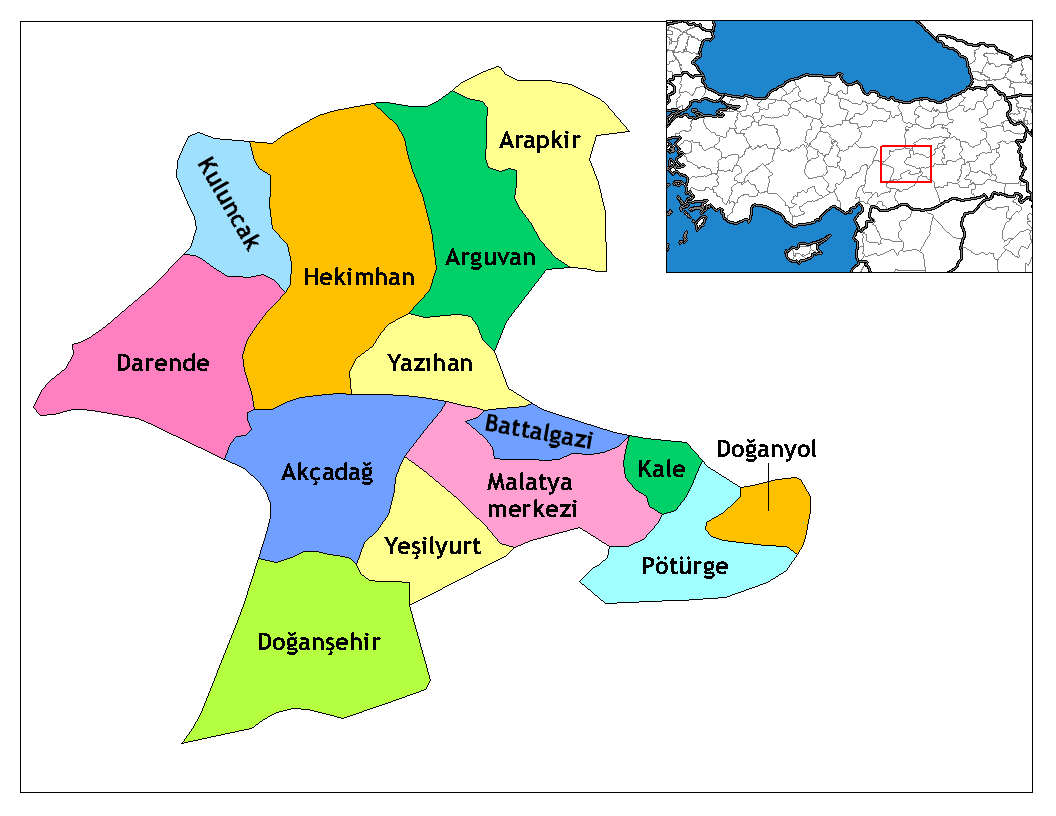
马拉蒂亚省行政区划，海基姆汉在北方棕色部分

海基姆漢（土耳其語：Hekimhan）是土耳其的城鎮，由馬拉蒂亞省負責管轄，位於該國中部，面積1,898平方公里，受大陸性氣候影響，主要經濟活動有農業、畜牧業和貿易業，2011年人口7,069。得名自公元615年建立的一座商队客栈，因其建立者名为Ebulhasan el-Şammas el-Hekim Selim而得名，取其中的el-Hekim（即Hakim）加上han，han的意思是“客栈、旅店”。